# Peeblesshire
Peeblesshire (Siorrachd nam Pùballan en gaélico), el Condado de Peebles o Tweeddale era un condado de Escocia. Su capital era Peebles, y limitaba con Midlothian al norte, Selkirkshire al este, Dumfriesshire al sur, y Lanarkshire al oeste.
Tras la reorganización local de gobierno de 1975, el uso del término "Peeblesshire" pasó al olvido, y la región pasó a ser gobernada como el distrito de Tweeddale.